# ワレラン2世・ド・リュクサンブール＝リニー
ワレラン2世・ド・リュクサンブール（Waléran II de Luxembourg(-Ligny), ? - 1354年）は、中世フランスのリニー、ルシーおよびボールヴォワールの領主（1303年 - 1354年）。
リニー領主ワレラン1世とその妻ジャンヌ・ド・ボールヴォワールの息子。リールの女城代（châtelaine de Lille）ギオット・ド・オーブールダン（Guyotte de Haubourdin）と結婚し、間に生まれた息子ジャン1世（1364年没）が後継ぎとなった。死後、カンブレーの聖母教会に葬られた。